# ویگرنت (نرم‌افزار)
ویگرنت (به فارسی: ولگرد) (به انگلیسی: Vagrant) یک محصول نرم‌افزار متن‌باز برای ساخت و نگهداری از محیط‌های توسعه نرم‌افزار مجازی‌سازی قابل حمل است، نرم‌افزارهای مجازی‌سازی مثل ویرچوال باکس (به انگلیسی: VirtualBox) ، ماشین مجازی بر اساس هسته (به انگلیسی: KVM)، هایپر-وی (به انگلیسی: Hyper-V)، داکر (به انگلیسی: Docker)، وی‌ام‌ویر (به انگلیسی: VMware) و وب سرویس‌های آمازون (به انگلیسی: AWS). 
ویگرنت با زبان روبی نوشته شده‌است اما اکوسیستم آن برای توسعه در تقریباً همه زبان‌های اصلی را پشتیبانی می‌کند.
در این نرم افزار، با هدف افزایش بهره‌وری توسعه، سعی شده که مدیریت پیکربندی نرم افزارهای مجازی‌سازی ساده‌سازی شود.